# Cypress Hills (stacja metra)
Cypress Hills – stacja metra nowojorskiego, na linii J. Znajduje się w dzielnicy Queens, w Nowym Jorku i zlokalizowana jest pomiędzy stacjami 75th Street – Elderts Lane i Crescent Street. Została otwarta 30 maja 1893.